# Asplenium sandersonii
Asplenium sandersonii är en svartbräkenväxtart som beskrevs av William Jackson Hooker. Asplenium sandersonii ingår i släktet Asplenium och familjen Aspleniaceae. Utöver nominatformen finns också underarten A. s. hanningtonii.